# Dahl (Luxembourg)
Pour les articles homonymes, voir Dahl.
Dahl (luxembourgeois: Dol) est une section de la commune luxembourgeoise de Goesdorf située dans le canton de Wiltz.